# Église d'institution africaine
Une Église d'institution africaine est une Église caractéristique du christianisme en Afrique, fondée en Afrique par des Africains, par opposition à celles fondées par des missionnaires d'autres continents.

## Désignation
Ces Églises sont également nommées Églises indépendantes africaines ou Églises indigènes africaines ou encore sous l'acronyme anglophone AIC (African-initiated church) qui convient aux trois appellations.

## Historique
La  première Église instituée en Afrique fut probablement celle du mouvement antonien, fondé au XVIIIe siècle par la prophétesse Kimpa Vita qui finit  sur un bûcher. Elle défend l'idée d'un Christ noir dont la terre sainte était le Kongo. 
Sur ce modèle, d'autres Églises indépendantes furent fondées en Afrique durant l'entre-deux-guerres, dans le contexte des revendications de la décolonisation par des prophètes guérisseurs comme William Wade Harris ou Simon Kimbangu ; d'autres naquirent ensuite du protestantisme évangélique.
Une  étude de David Barrett les évaluait en 1968 à près de 6 000. En 2004, ces dénominations étaient estimées à plus de 11 500, dont la plupart sont totalement inconnues en Occident.
Leur importance numérique peut aller de quelques centaines à plus d'un million de fidèles : le Kimbanguisme au Congo, l'Église harriste en Côte d'Ivoire, le mouvement Aladura issu du Nigeria ou l'Église chrétienne de Sion depuis l'Afrique du Sud sont quelques exemples. Certaines sont membres du Conseil œcuménique des Églises.
Depuis les années 1960, les Églises d'institution africaine s'implantent sur les autres continents.

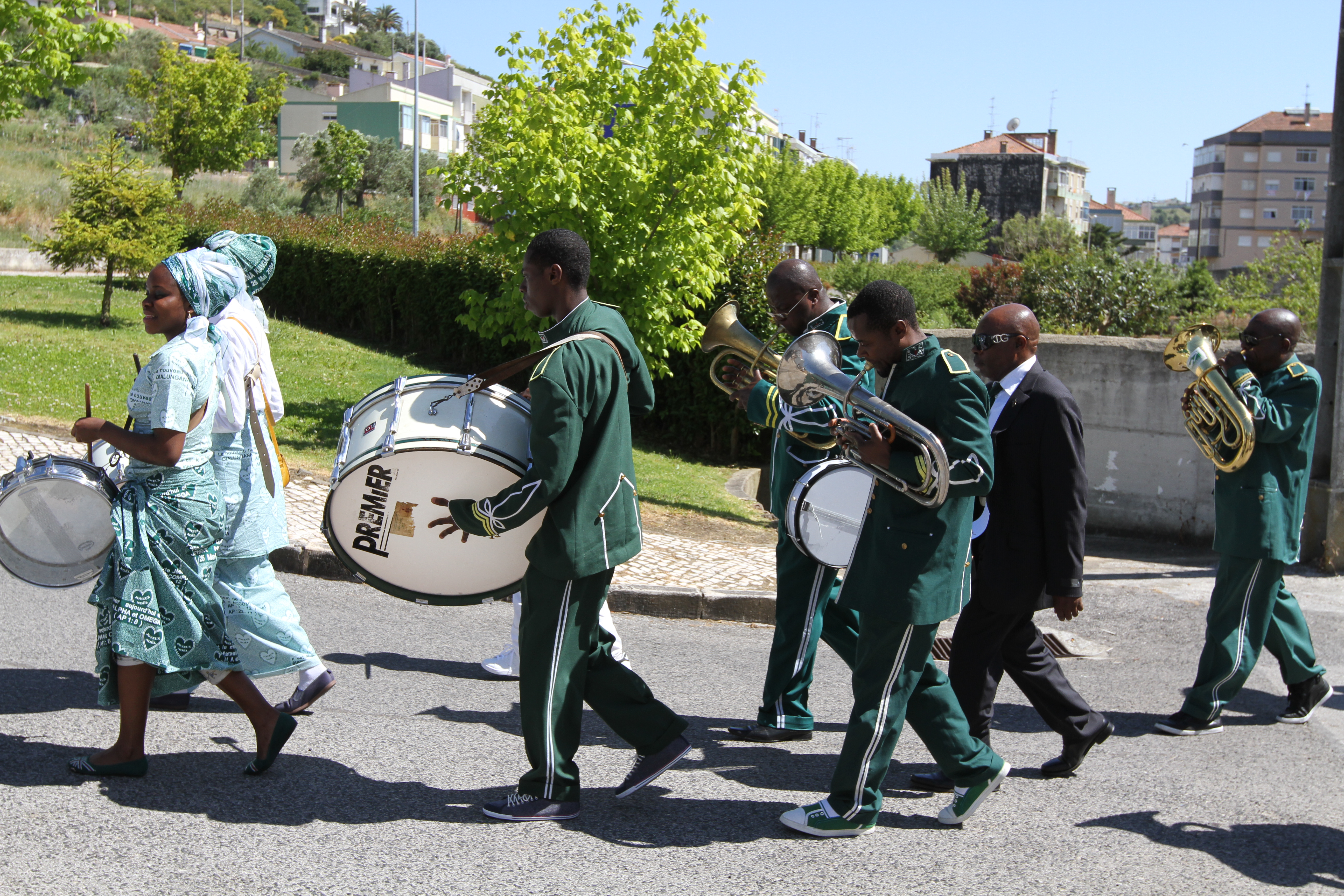
Fanfare kimbanguiste au Portugal.

Depuis 1975, le kimbanguisme né au Congo s'est également implanté en Europe. Sébastien Fath (CNRS) estime, en 2015, que le développement des Églises d'institution africaine devrait conduire à revoir les classifications traditionnelles, forgées à partir du point de vue européen. "Ces nouvelles formes nous invitent à une certaine modestie méthodologique et à se méfier des cases que nous avons confortablement définies à partir de notre lecture européenne. Dans dix ou vingt ans il faudra sérieusement revoir notre grille de lecture des christianismes et établir de nouvelles typologies".

## Sources